# Masonboro
Masonboro es un lugar designado por el censo ubicado en el condado de New Hanover en el estado estadounidense de Carolina del Norte. La localidad en el año 2000, tenía una población de 11.812 habitantes en una superficie de 17,2 km², con una densidad poblacional de 761,4 personas por km².

## Geografía
Masonboro se encuentra ubicado en las coordenadas 34°10′12″N 77°52′16″O / 34.169953, -77.871134. Según la Oficina del Censo, la localidad tiene un área total de 17,2 km² (6,6 mi²), de la cual 15,5 km² (6 mi²) es tierra y 1,7 km² (0,7 mi²) (9.65%) es agua.

### Localidades adyacentes
El siguiente diagrama muestra a las localidades en un radio de 8 kilómetros (5 mi) de Masonboro.

## Demografía
En el 2000 la renta per cápita promedia del hogar era de $65.110, y el ingreso promedio para una familia era de $68.005. El ingreso per cápita para la localidad era de $27.519. En 2000 los hombres tenían un ingreso per cápita de $51.707 contra $34.740 para las mujeres. Alrededor del 4.30% de la población estaba bajo el umbral de pobreza nacional.